# Violent Thing
A Violent Thing (magyarul: Erőszakos dolog) Ben Dolic szlovén énekes dala, mellyel Németországot  képviselte a 2020-as Eurovíziós Dalfesztiválon. Az előadót az egyik német közszolgálati televíziótársaság, a Norddeutscher Rundfunk (NDR) választotta ki a versenyre.

## Eurovíziós Dalfesztivál
Az előadót és dalát egy száztagú németországi Eurovíziós zsűri és egy húszfős zenei szakemberekből álló nemzetközi szakértői zsűri választotta ki. Az ország utoljára 2009-ben választotta ki indulóját a közönség bevonása nélkül. A dalt és hozzákészült videóklipet 2020. február 27-én mutatták be az előadó hivatalos YouTube-csatornáján.
Az Eurovíziós Dalfesztiválon a dalt először az első elődöntő május 11-i főpróbáján adták volna elő és emellett automatikus döntősként a május 16-i döntőben versenyzett volna, azonban március 18-án az Európai Műsorsugárzók Uniója bejelentette, hogy 2020-ban nem tudják megrendezni a versenyt a COVID–19-koronavírus-világjárvány miatt.

## Külső hivatkozások
- Dalszöveg (angol nyelven). Genius Lyrics
- A dal videóklipje. YouTube-videó, BenDolicVEVO, 2020. február 27.